# Prionitis longiloba
Prionitis longiloba är en flockblommig växtart som beskrevs av Koso-pol. Prionitis longiloba ingår i släktet Prionitis och familjen flockblommiga växter. Inga underarter finns listade i Catalogue of Life.